# ولجرينز بوتس أليانس
ولغرينز بوتس أليانس (بالإنجليزية: Walgreens Boots Alliance, Inc.)‏ هي شركة قابضة أنجلو-سويسرية-أمريكية مقرها في ديرفيلد، إلينوي وتمتلك سلاسل صيدليات ومتاجر للعلامتين التجاريتين وليغرينز وبوتس، بالإضافة إلى العديد من شركات تصنيع الأدوية وتوزيعها. في عام 2021، تم تصنيف ولغرينز بوتس أليانس في المرتبة رقم 16 في قائمة فورتشن 500 لأكبر الشركات في الولايات المتحدة من حيث إجمالي الإيرادات.

## تاريخ
تم تشكيل الشركة في 31 ديسمبر 2014 ، بعد أن اشترت والغرينز حصة 55٪ في أليانس بوتس ومقرها المملكة المتحدة وسويسرا والتي لم تكن تمتلكها بالفعل. وبلغ السعر الإجمالي للاستحواذ 4.9 مليار دولار نقدًا و 144.3 مليون سهم عادي بقيمة عادلة 10.7 مليار دولار. اشترت ولغرينز سابقًا 45٪ من الشركة مقابل 4.0 مليار دولار و 83.4 مليون سهم عادي في أغسطس 2012 مع خيار شراء الأسهم المتبقية في غضون ثلاث سنوات. أصبحت ولغرينز شركة تابعة للشركة التي تم إنشاؤها حديثًا بعد إتمام المعاملات.
في 26 يونيو 2018، تم إدراج شركة ولغرينز بوتس أليانس في مؤشر داو جونز الصناعي، حيث حلت محل شركة جنرال إلكتريك.

## الهيكل والتشغيل
تم تنظيم الشركة في ثلاثة أقسام: تجارة التجزئة للأدوية  (والغرينز و ديوان ريد للتجزئة الولايات المتحدة الأمريكية الدولية (الأحذية وعمليات البيع بالتجزئة الأخرى دوليًا) ، والجملة الصيدلانية ، التي تتضمن أليانس الرعاية الصحية. بدأت الشركة القابضة الجديدة التداول في بورصة ناسداك في 31 ديسمبر 2014.
الأعمال المشتركة لديها عمليات في أكثر من 25 دولة. كانت شركة والغرينز تعمل سابقًا فقط داخل الولايات المتحدة وأقاليمها، بينما قامت بوتس أليانس  بإدارة أعمال دولية أكثر. 

## البيانات المالية
| السنة | الإيرادات (مليون دولار) | صافي الربح (مليون دولار) | إجمالي الأصول (مليون دولار) | سعر السهم (دولار) | الموظفين |
| ----- | ----------------------- | ------------------------ | --------------------------- | ----------------- | -------- |
| 2005  | 42202                   | 1،560                    | 14609                       | 36.34             | 179000   |
| 2006  | 47409                   | 1،751                    | 17131                       | 36.17             | 195000   |
| 2007  | 53762                   | 2،041                    | 19314                       | 35.64             | 226000   |
| 2008  | 59034                   | 2،157                    | 22410                       | 26.93             | 237000   |
| 2009  | 63335                   | 2،006                    | 25142                       | 26.59             | 238000   |
| 2010  | 67420                   | 2091                     | 26275                       | 28.40             | 244000   |
| 2011  | 72184                   | 2714                     | 27454                       | 33.76             | 247000   |
| 2012  | 71،633                  | 2،127                    | 33462                       | 30.37             | 240،000  |
| 2013  | 72217                   | 2548                     | 35481                       | 45.76             | 248000   |
| 2014  | 76392                   | 1،932                    | 37،250                      | 61.68             | 251000   |
| 2015  | 103444                  | 4220                     | 68782                       | 80.08             | 360.000  |
| 2016  | 117351                  | 4173                     | 72688                       | 77.52             | 360.000  |
| 2017  | 118214                  | 4078                     | 66.009                      | 76.94             | 345000   |
| 2018  | 131.537                 | 5،024                    | 68124                       | 68.03             | 354000   |
| 2019  | 136،866                 | 3،982                    | 67596                       | 60.08             | 342000   |
| 2020  | 139.537                 | 456                      | 87174                       | 37.22             | 331000   |

## روابط خارجية
- الموقع الرسمي
- - بيانات النشاط التجاري لـ Walgreens Boots Alliance: مالية جوجل
  - ياهو! المالية
  - رويترز
  -  إيداع هيئة الأوراق المالية والبورصات